# Печинское сельское поселение
Печи́нское се́льское поселе́ние — сельское поселение в Шацком районе Рязанской области Российской Федерации. Административный центр — село Печины.

## Географическое положение
Печинское сельское поселение расположено на юге Шацкого района Рязанской области. Границы сельского поселения определяются законом Рязанской области от 8.10.2008 № 117-ОЗ.

## Климат и природные ресурсы
Климат Печинского сельского поселения умеренно континентальный, с тёплым летом и умеренно-холодной зимой. В течение года осадки распределяются неравномерно.
Основные реки — Цна и Конша, из озёр наиболее крупные — Носинское, Чапкас и Курлякирка.
Территория поселения расположена в зоне лесостепей. Почвы преимущественно выщелоченные чернозёмы.
Полезные ископаемые: торф, глины, песок строительный.

## История
Поселение утверждено 14 апреля 2009 года, советом депутатов муниципального образования Печинское сельское поселение, в связи с законом «О наделении муниципального образования — Шацкий район статусом муниципального района», принятым Рязанской областной Думой 22 сентября 2004 года.

## Население
| 2010 | 2011 | 2012 | 2013 | 2014 | 2015 | 2016 |
| ---- | ---- | ---- | ---- | ---- | ---- | ---- |
| 656  | ↗732 | ↘640 | ↘633 | ↘614 | ↘592 | ↘571 |
| 2017 | 2018 | 2019 | 2020 | 2021 |      |      |
| ↘561 | ↘547 | ↗552 | ↘538 | ↘534 |      |      |

## Состав сельского поселения
В состав сельского поселения входят 4 населённых пункта
1. Высокое (село) — 349[14]
2. Губколь (деревня) — 32[14]
3. Печины (село, административный центр) — 325[14]
4. Тархань (деревня) — 26[14]

## Экономика
По данным на 2015/2016 г. на территории Печинского сельского поселения Шацкого района Рязанской области расположено:
1. ООО «Процесс», агропромышленное предприятие.[15]

Реализацию товаров и услуг осуществляют несколько магазинов.

## Социальная инфраструктура
На территории Печинского сельского поселения действуют: отделение Сбербанка РФ, отделение почтовой связи, 2 фельдшерско-акушерских пункта (ФАПа), Высокинская и Печинская (филиал Казачинской СОШ) основные общеобразовательный школы, 2 Дома культуры и 2 библиотеки.

## Транспорт
Основные грузо- и пассажироперевозки осуществляются автомобильным транспортом.